# 王缉志
王缉志（1941年—），乳名越懷，男，广西博白人，中华人民共和国汉字处理工程师，四通打字机的发明者。是中國語言學家王力的長子。

## 生平
抗日戰爭時父親王力在西南聯大教書，王缉志生於昆明，乳名越懷，因為母親在越南懷上他。童年成長於廣州。因院系調整，1954年8月，王力带领中山大学的语言学系并入了北京大学中文系，舉家遷往北京。1957年至1963年就读于北京大学数学力学系。1963年毕业，被分配到中国科学院心理研究所。
曾为中关村四通集团主管开发的执行副总裁，四通打字机发明人。之后因与四通集团的段永基不合另开“新四通”公司。该公司后与新加坡的创新公司（Creative Labs）合并为“创通公司”。王缉志后从该公司离职。